# Euidella velitchkovskyi
Euidella velitchkovskyi är en insektsart som först beskrevs av Melichar 1913.  Euidella velitchkovskyi ingår i släktet Euidella och familjen sporrstritar. Inga underarter finns listade i Catalogue of Life.